# Timur Mirosjnytjenko

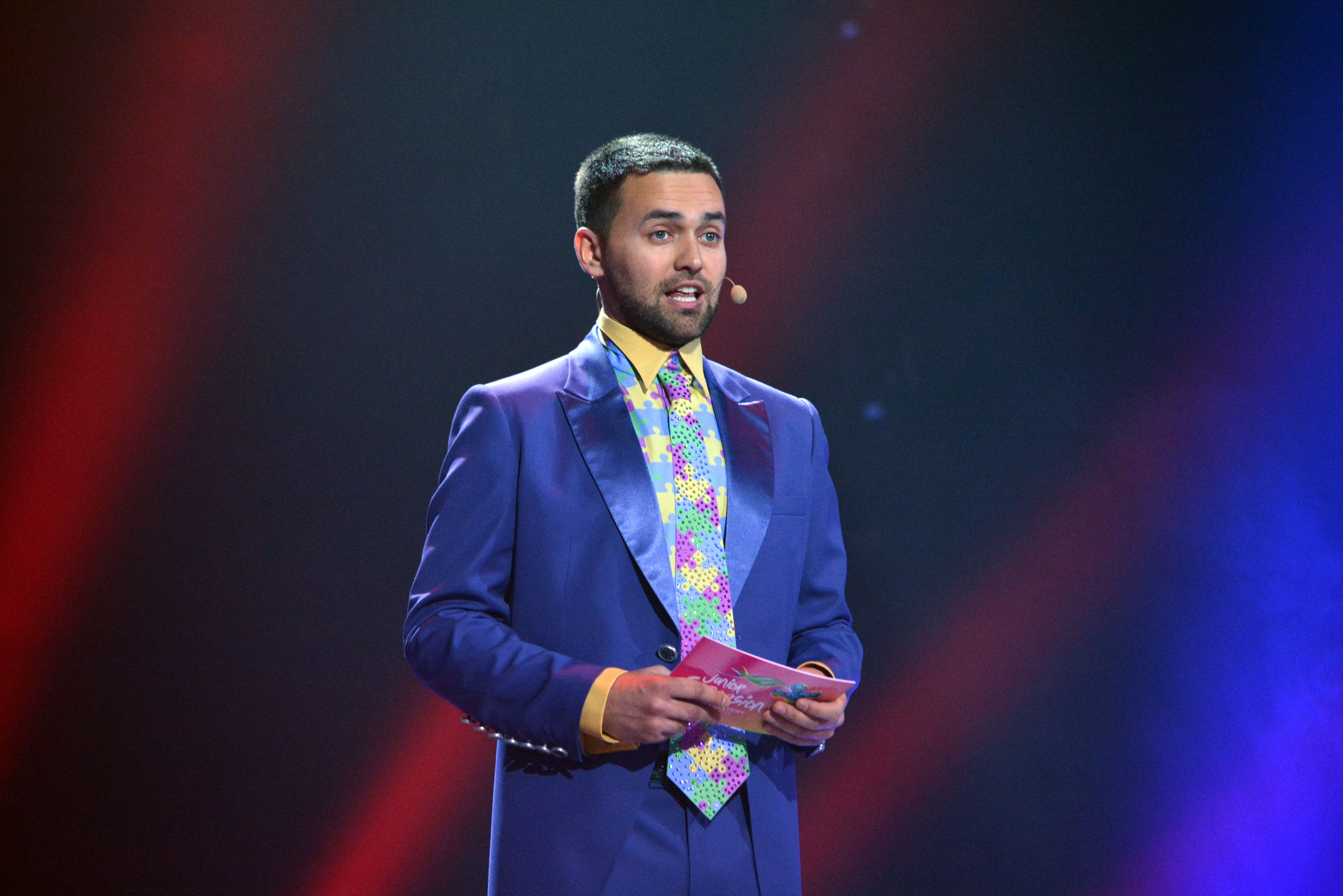
Timur Miroshnytjenko under en repetition för Junior Eurovision 2013.

Timur Valeriyovytj Mirosjnytjenko, född 9 mars 1986 i Kiev, är en ukrainsk programledare som ledde Junior Eurovision Song Contest 2013. Han ledde Eurovision Song Contest 2017 i Kiev tillsammans med Oleksandr Skitjko och Volodymyr Ostaptjuk.